# Broma telefónica

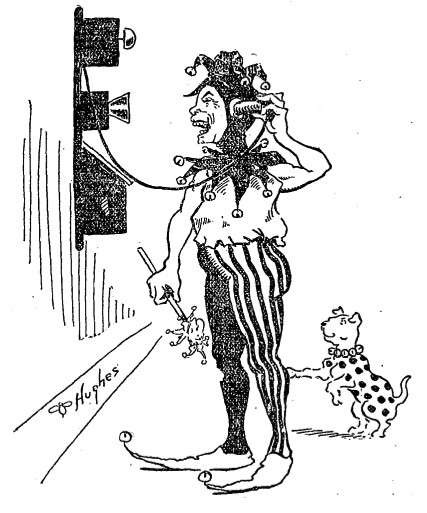
«The Fool at the Phone», caricatura en la que muestra a un bufón haciendo una llamada, hecha por Hughes para The Washington Post, publicado en el día de los inocentes; 1896.

Una broma telefónica –o también llamada pitanza en Chile o joda telefónica en Argentina–, es aquella broma en la que se llama por teléfono a una institución o persona, para engañarle por diversión. Las bromas telefónicas han sido realizadas y criticadas desde la popularización del teléfono como medio de comunicación. El humorista argentino Julio Victorio De Rissio, más conocido como Doctor Tangalanga, es un claro ejemplo.

## Tipo de bromas

### Broma a instituciones públicas
Las más conocidas son principalmente a la policía y a los bomberos. Por ejemplo, se les informa de que existe una emergencia en un lugar determinado y cuando llegan al lugar de destino descubren que es un engaño. Este tipo de bromas producen importantes gastos en recursos materiales, humanos y en tiempo para estas instituciones. Asimismo, el volumen de estas llamadas saturan las líneas disponibles de la institución afectada, impidiendo que las llamadas por verdaderas necesidades sean atendidas.
En algunos teléfonos de emergencia se ha estimado que un 20% o 30% de las llamadas recibidas son calificables como bromas telefónicas. En otros casos se ha estimado incluso en cerca del 70%. Una importante parte de estas bromas son realizadas por niños y jóvenes, incrementando el número de bromas telefónicas en los horarios en los cuales no hay clases, o cuando están de vacaciones.

### Broma a números de casa o celulares
Son conocidas por las llamadas hechas a números de casa con el fin de hacerse pasar por un patrocinador de una oferta o beneficio, o simplemente pidiendo contactar a determinada persona para obtener satisfacción haciéndola enfadar o escuchar las reacciones ante propuestas varias, en general ridículizantes. Estas llamadas pueden ser insistentes y repetitivas, algo con lo que se busca aumentar el nivel de irritabilidad en la víctima, o breves y sencillas con gran carga de insultos y agresiones verbales.